# Ункафов куп нација 1991. квалификације
Квалификационо такмичење за Ункафов куп нација 1991. било је фудбалско такмичење које се играло од 4. априла 1991. до 12. маја 1991. како би се одредила 3 тима који ће се придружити Костарики, који су се аутоматски квалификовали као домаћини Купа нација УНЦАФ 1991. године. У процесу квалификација за места на турниру учествовало је шест удружења чланица, међутим, Белизе се повукао из економских разлога.
Жреб за квалификационо такмичење Ункафовог купа нација 1991. за Централну Америку одржан је у Гватемала ситију 26. јануара 1991. године.Шест тимова се пријавило да се такмиче за три преостала места у такмичењу, заједно са евентуалним домаћином Костариком. Екипе су биле подељене у три групе по две репрезентације. Као нација домаћин догађаја, Костарика се аутоматски квалификовала. Квалификациони процес је почео у априлу 1991. и завршио се у мају 1991. године. По завршетку квалификационе групне фазе, три победника група су се квалификовале за турнир.

## Групна фаза квалификација

### Групе

#### Група 1
| Ранг | Репрезентација | Ута | Поб | Нер | изг | ГД | ГП | ГР | Бод |
| ---- | -------------- | --- | --- | --- | --- | -- | -- | -- | --- |
| 1    | Хондурас       | 2   | 1   | 0   | 1   | 3  | 2  | +1 | 2   |
| 2    | Панама         | 2   | 1   | 0   | 1   | 2  | 3  | −1 | 2   |

| Панама                                 | 2 : 0 | Хондурас |
| -------------------------------------- | ----- | -------- |
| Оберто Линч 14’ · Улио Дели Валдес 57’ |       |          |

| Хондурас                          | 3 : 0 | Панама |
| --------------------------------- | ----- | ------ |
| Луис Орландо Ваљехо 64’, 70’, 82’ |       |        |

#### Група 2
| Ранг | Репрезентација | Ута | Поб | Нер | изг | ГД | ГП | ГР | Бод |
| ---- | -------------- | --- | --- | --- | --- | -- | -- | -- | --- |
| 1    | Салвадор       | 2   | 2   | 0   | 0   | 5  | 2  | +3 | 4   |
| 2    | Никарагва      | 2   | 0   | 0   | 2   | 2  | 5  | −3 | 0   |

| Никарагва                   | 2 : 3 | Салвадор                                             |
| --------------------------- | ----- | ---------------------------------------------------- |
| Ливио Хосе Бендања 60’, 87’ |       | Раул Дијаз Арце 25’, 89’ (пен.) · Гиљермо Ривера 43’ |

| Салвадор                                 | 2 : 0 | Никарагва |
| ---------------------------------------- | ----- | --------- |
| Хаиме Родригез 28’ · Раул Дијаз Арце 62’ |       |           |

#### Група 3
| Ранг | Репрезентација | Ута                        | Поб                        | Нер                        | изг                        | ГД                         | ГП                         | ГР                         | Бод                        |
| ---- | -------------- | -------------------------- | -------------------------- | -------------------------- | -------------------------- | -------------------------- | -------------------------- | -------------------------- | -------------------------- |
| 1    | Гватемала      | Квалификовала се без борбе | Квалификовала се без борбе | Квалификовала се без борбе | Квалификовала се без борбе | Квалификовала се без борбе | Квалификовала се без борбе | Квалификовала се без борбе | Квалификовала се без борбе |
| 2    | Белизе         | Одустао                    | Одустао                    | Одустао                    | Одустао                    | Одустао                    | Одустао                    | Одустао                    | Одустао                    |

| Белизе | Белиз одустао | Гватемала |
| ------ | ------------- | --------- |
|        |               |           |

| Гватемала | Белиз одустао | Белизе |
| --------- | ------------- | ------ |
|           |               |        |

Белизе се повукао са турнира, па се Гватемала аутоматски квалификовала.

## Голгетери
| 3 гола - Раул Дијаз Арце - Луис Орландо Ваљехо | 2 гола - Ливио Хосе Бендања |  |

1 гол
| - Гиљермо Ривера - Хорхе Родригез | - Оберто Линч | - Хулио Дели Валдес |